# Strzelce (województwo świętokrzyskie)
Strzelce – wieś w Polsce, położona w województwie świętokrzyskim, w powiecie staszowskim, w gminie Oleśnica.
Wieś w powiecie wiślickim województwa sandomierskiego w latach 70. XVI wieku należała do wojewody krakowskiego Piotra Zborowskiego. W latach 1975–1998 miejscowość położona była w województwie kieleckim.
Przez wieś przebiega droga wojewódzka nr 757 z Opatowa do Stopnicy.

## Części wsi
| SIMC    | Nazwa         | Rodzaj    |
| ------- | ------------- | --------- |
| 1019349 | Czarny Koniec | część wsi |
| 0257408 | Młyn          | część wsi |
| 0257414 | Na Błoniu     | część wsi |
| 0257420 | Pasterka      | część wsi |
| 0257437 | Podetrzcie    | część wsi |

## Historia
W połowie XV w. wieś posiadała kościół parafialny. Został on prawdopodobnie ufundowany przez jednego z Oleśnickich. Z łanów kmiecych, folwarku, karczmy i od zagrodników oddawano miejscowemu plebanowi dziesięcinę o wartości 5 grzywien. Według Długosza w skład parafii wchodziły wsi Strzelce i Pieczonogi. Uposażeniem proboszcza były trzy pola: jedno zwane Strug, drugie w pobliżu miejsca nazywanego Czarnym Brodem, a trzecie wraz z wsią Pieczonogi (wówczas Pieczeniegi). Właścicielem wsi był Andrzej Oleśnicki.
Prawdopodobnie pod koniec XVI w. parafia w Strzelcach została włączona do parafii w Oleśnicy a kościół uległ zniszczeniu. Przyczyną mógł być brak funduszy lub rozszerzający swe wpływy ruch braci polskich. Józef Szymański w pracy „Szlakiem Braci Polskich” wspomina o związkach tej miejscowości z działalnością braci polskich.
Według rejestru poborowego powiatu wiślickiego z 1579 r. wieś miała 12 osadników na 6 łanach i 3 biednych. Strzelce były własnością kasztelana krakowskiego.
W XIX w. znajdował się tu folwark i młyn wodny. W 1827 r. w Strzelcach było 35 domów i 267 mieszkańców.
W czasie II wojny światowej 1 sierpnia 1944 r. oddziały Batalionów Chłopskich dowodzone przez Piotra Pawlinę i Jana Sowę zaatakowały tabor wojskowy który zatrzymał się we wsi. W czasie bitwy zginęło 14 żołnierzy niemieckich a 9 rozbrojono. 

## Osoby związane ze Strzelcami
- Zygmunt Stojowski[9] – polski pianista i kompozytor, mieszkający przez większość życia w USA.